# Entwicklungsprogramm der Vereinten Nationen
Das Entwicklungsprogramm der Vereinten Nationen (englisch United Nations Development Programme, UNDP; französisch Programme des Nations unies pour le développement, PNUD) ist ein Exekutivausschuss innerhalb der Generalversammlung der Vereinten Nationen.
Die Leitung des Entwicklungsprogramms des UNDP-Administrator Achim Steiner seit 2017 ist das dritthöchste Amt innerhalb der Hierarchie der Vereinten Nationen, unmittelbar nach dem Generalsekretär der Vereinten Nationen und seinem Stellvertreter. Der UNDP-Exekutivausschuss besteht aus Repräsentanten aus 36 Ländern weltweit, die nach einem Rotationsprinzip eingesetzt werden. Das Büro für Projektdienste der Vereinten Nationen wurde 1995 als eigenständige Organisation UNOPS ausgegliedert.

## Sitz und Aufgaben

Logo des UNDP

Der Sitz ist in New York City, weitere UNDP Representation Offices befinden sich in Genf, Brüssel, Kopenhagen, Tokio, Washington, D.C. und Bonn.
Das UNDP wird vollständig aus freiwilligen Beiträgen der UN-Mitgliedstaaten finanziert. Die Organisation hat Länderbüros in 170 Staaten. Von diesen Kopfstellen aus arbeitet das UNDP mit lokalen Regierungen zusammen. Zusätzlich hilft das UNDP den jeweiligen Entwicklungsländern, die Ziele für nachhaltige Entwicklung (Sustainable Development Goals) zu erreichen.
Das UNDP fördert durch die Bereitstellung von Beratungskapazitäten, Trainings sowie Zuschuss-Mitteln. Dabei liegt ein zunehmender Fokus auf der Förderung der so genannten Least Developed Countries. Um die 17 Nachhaltigkeitsziele der Vereinten Nationen zu erreichen und die globale Entwicklung voranzutreiben, konzentriert sich das UNDP auf die Bekämpfung von Armut und Ungleichheit, Demokratische Regierungsführung, Energie und Umwelt sowie die allgemeine Krisenprävention. Querschnittaufgabe aller Programmen ist der Schutz der Menschenrechte sowie Geschlechtergerechtigkeit. Außerdem prägte das Entwicklungsprogramm der Vereinten Nationen 1994 den Begriff der menschlichen Sicherheit, der unter anderem die Reformdiskussion über die Vereinten Nationen mit beeinflusste. Jährlich fließen etwa 5,6 Milliarden US-Dollar an das Entwicklungsprogramm, welche vorwiegend von den G7-Ländern bereitgestellt werden.

## Geschichte
Das UNDP wurde 1965 gegründet, um das seit 1949 bestehende Erweiterte Programm für Technische Zusammenarbeit und den 1956 geschaffenen Sonderfonds der Vereinten Nationen zu kombinieren. 1971 erfolgte schließlich die vollständige Integration beider Organisationen.
1995 wurde das Büro für Projektdienste der Vereinten Nationen (UNOPS), als eigenständige Dienstleistungsorganisation aus dem UNDP ausgegliedert. UNOPS übernimmt im Auftrag der UN-Organisationen die Leitung und Durchführung von Programmen. Ein Beispiel ist UNOSAT.
1997 wurde die Entwicklungsgruppe der Vereinten Nationen (UNDG) mit dem Ziel gegründet, die Entwicklungsprojekte der Vereinten Nationen besser zu koordinieren.
Im Mai 2018 wurde die UNDG in die Gruppe für nachhaltige Entwicklung der Vereinten Nationen (United Nations Sustainable Development Group, UNSDG) umgewandelt, um den Fortschritt bei der Erreichung der Ziele für nachhaltige Entwicklung zu beschleunigen. Die UNSDG tagt zweimal im Jahr unter dem Vorsitz der stellvertretenden Generalsekretärin Amina J. Mohammed, die im Namen des UN-Generalsekretärs den Vorsitz der UNSDG innehat. Der UNDP-Administrator Achim Steiner ist stellvertretender Vorsitzender der Gruppe. Das Büro für Entwicklungskoordinierung (Development Coordination Office, DCO) fungiert als Sekretariat der Gruppe. 

## Haushalt
Im Jahr 2022 trug das UNDP bei, die Ziele für Nachhaltige Entwicklung mit einem Rekordbetrag von 4,8 Mrd. zu verwirklichen.

### Geber
Im Jahr 2022 waren die UNDP Top-Finanzierungspartner The Global Fund mit einem Gesamtbetrag von 461 Millionen USD, gefolgt von Japan mit 389 Millionen USD und Deutschland mit einem Gesamtbeitrag von 375 Millionen USD (2022).

## Aufgaben
Demokratische Regierungsführung
Das UNDP unterstützt den Übergang zu demokratischen Systemen durch Politikberatung und technische Hilfe. Hierbei sollen die institutionellen und individuellen Fähigkeiten in den jeweiligen Partnerländern gestärkt werden. Hierzu gehört auch die Ausbildung breiter Bevölkerungsschichten hinsichtlich demokratischer Reformen, die Förderung von Verhandlung und Dialog sowie die Vermittlung von Erfahrungen aus anderen Ländern und Regionen.
Armutsbekämpfung
Das UNDP hilft den Ländern, Strategien zur Armutsbekämpfung zu entwickeln. Dabei werden die Armutsziele mit den übergeordneten Entwicklungszielen der Länder verknüpft, so dass arme Bevölkerungsschichten auch einen größeren Einfluss im Gesamtentwicklungskontext erhalten. Auf makroökonomischer Ebene arbeitet das UNDP an der Reform internationaler Handelsbeziehungen, dem Schuldenerlass sowie der Förderung ausländischer Investitionen.
Krisenprävention
Das UNDP arbeitet daran, das Risiko bewaffneter Konflikte und Auseinandersetzungen zu reduzieren. Als Beispiele von Maßnahmen zur Risikominderung im Vorfeld wurden Bemühungen zur Eindämmung der Verbreitung kleiner Handfeuerwaffen unterstützt, Strategien zur Verminderung der Auswirkungen von Naturkatastrophen entwickelt sowie Programme zur Förderung des Einsatzes von Diplomatie erarbeitet.
Energie und Umwelt
Da ärmere Länder unverhältnismäßig stark von der Zerstörung der Umwelt betroffen sind und dabei der Zugang zu sauberer und bezahlbarer Energie fehlt, ist das UNDP bestrebt, Umweltfragen anzusprechen, um gleichzeitig eine nachhaltige Entwicklung der Entwicklungsländer zu ermöglichen. Dies erfolgt unter anderem durch innovative Politikberatung und Vernetzung mit anderen Partnern. Die Umweltstrategien des UNDP fokussieren sich dabei auf effiziente Wasserverwaltung, Zugang zu nachhaltigen Energien, nachhaltige Landwirtschaft zur Bekämpfung der Desertifikation und Landvernichtung, die Bewahrung und nachhaltige Nutzung der Biodiversität, sowie die Entwicklung einer Politik zur Kontrolle von Schadstoffausstoß und Ozonschicht-schädigenden Substanzen.

## Leitung

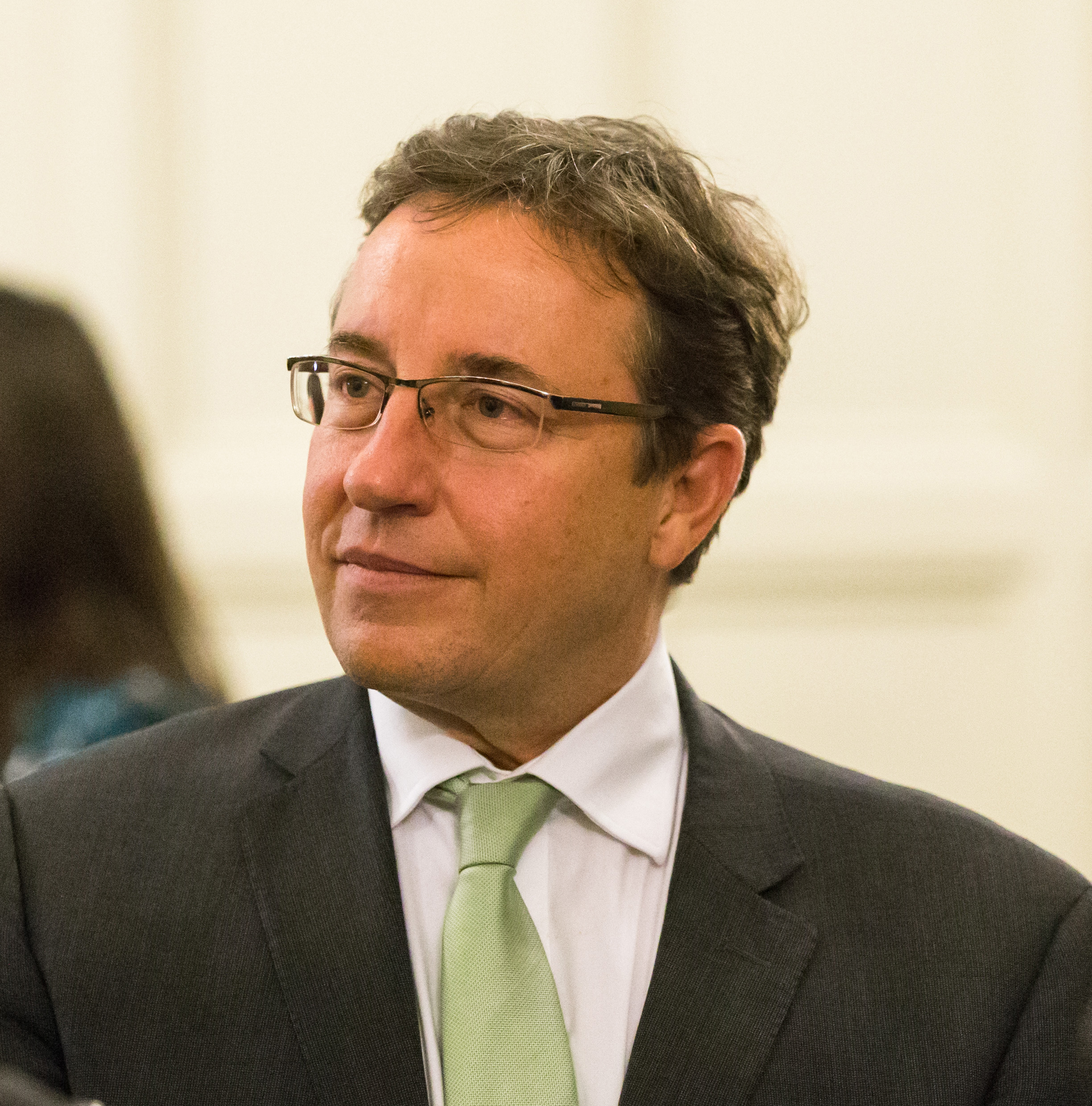
Achim Steiner

Am 18. April 2017 sprach sich UN-Generalsekretär António Guterres in einem Brief an den Präsidenten der UN-Generalversammlung für den deutschen Umwelt- und Politikexperten Achim Steiner als künftigen Administrator des UN-Entwicklungsprogramms aus. Am 19. Juni 2017 trat Steiner sein Amt als Administrator der UNDG an.
Am 22. April 2021 bestätigte die Generalversammlung der Vereinten Nationen die Ernennung von Achim Steiner für eine zweite vierjährige Amtszeit als Administrator des Entwicklungsprogramms der Vereinten Nationen (UNDP).
| Nr | Leiter               | Land                    | Amtszeit           |
| -- | -------------------- | ----------------------- | ------------------ |
| 1  | Paul G. Hoffman      | Vereinigte Staaten      | 1966–1972          |
| 2  | Rudolph A. Peterson  | Vereinigte Staaten      | 1972–1976          |
| 3  | F. Bradford Morse    | Vereinigte Staaten      | 1976–1986          |
| 4  | William Henry Draper | Vereinigte Staaten      | 1986–1993          |
| 5  | James Gustave Speth  | Vereinigte Staaten      | 1993–1999          |
| 6  | Mark Malloch Brown   | Vereinigtes Königreich  | 1999–2005          |
| 7  | Kemal Derviş         | Türkei                  | 2005–2009          |
| 8  | Helen Clark          | Neuseeland              | 2009–2017          |
| 9  | Achim Steiner        | Deutschland / Brasilien | seit 19. Juni 2017 |

## Organisation
Die Aufsicht über das UNDP obliegt dem Executive Board. Dem Executive Board gehören 36 Mitgliedsstaaten an, aufgeteilt in fünf regionale Gruppen. Deutschland ist der einzige im Board vertretene deutschsprachige Staat. Präsidentin des Executive Board ist Yoka Brandt aus den Niederlanden.

## Veröffentlichungen
Der jährlich erscheinende Bericht über die menschliche Entwicklung (englisch Human Development Report) ist eine Studie des Entwicklungsprogramms und beschreibt die Entwicklung von Armut und Reichtum auf der Welt. Der darin enthaltene Index der menschlichen Entwicklung listet Länder nach einem Kombinationswert aus Bildungsgrad, Lebenserwartung und durchschnittlichem Pro-Kopf-Einkommen auf.

## Botschafter des guten Willens
Es gibt sogenannte Goodwill-Botschafter (englisch Goodwill Global Ambassadors), die sich im Rahmen der UN aufgrund ihrer gesellschaftlichen Position für den Kampf gegen die Armut einsetzen. Hierzu gehören:
Antonio Banderas, Bob Weir, Cody Simpson, Connie Britton, Kronprinz Haakon von Norwegen, Iker Casillas, Misako Konno, Michelle Yeoh, Nikolaj Coster-Waldau, Olafur Eliasson, Padma Lakshmi, die Gebrüder Joan, Josep und Jordi Roca und Yemi Alade.